# Mesembrinus elongatus
Bulime rayé
Espèce
Synonymes
- Drymaeus virgulatus (Ferussac, 1821)
- Drymaeus elongatus (Röding, 1789)

Mesembrinus elongatus, le Bulime rayé , est une espèce d'escargots de la famille des Bulimulidae, présente dans la Caraïbe.

## Description
Mesembrinus elongatus est un escargot de taille moyenne, à coquille conique oblongue, solide et forte, de couleur blanche, jaunâtre ou rouge. La spire est longue et droite et l’apex plutôt obtus. Les tours sont légèrement convexes, au nombre de six et demi.
L’ouverture est ovale, légèrement oblique, et représente en hauteur moins que la moitié de la hauteur de la coquille. La lèvre extérieure est épaissie en interne et très légèrement réfléchie.
La coquille mesure de 23 à 33 mm,.
La coloration de la coquille fait de cette espèce la plus variable dans le genre Mesembrinus, la coquille pouvant être blanchâtre uniforme ou décorée de bandes spirales ou de flammules simples ou conjuguées, continues ou discontinues, brun noisette à rouge,.
|  |

Une forme fossile a été décrite des dépôts pléistocènes de Ste Croix, sous le nom de Bulimus extinctus, ultérieurement mise en synonymie avec D. elongatus, aujourd'hui nommé Mesembrinus elongatus.

## Distribution
La localité-type est Porto Rico. L'espèce est présente sur les îles suivantes :
- Porto Rico[6],
- les îles Vierges américaines (St John, St Thomas, Ste Croix)[2],
- les îles Vierges britanniques (Tortola, Anegada)[2],
- les îles du banc d'Anguilla (Anguilla, St Barth, Saint Martin)[7],
- Saint Eustache[8],
- Antigua[9],
- Guadeloupe[10],
- Aruba, Bonnaire, Curaçao[11].

La distribution pan-caribéenne ancienne du Bulime rayé est établie par la présence de coquilles dans les dépôts fossiles de Ste Croix et de spécimens retrouvés dans des paléosols vieux de 8 000 ans à St Eustache, ainsi que par le recueil de coquilles dans les dépôts précolombiens précéramiques de Curaçao et de Saint-Martin.  
En Guadeloupe, l’espèce est rare dès le XIXe siècle, au point que les spécimens de cette île ont été soupçonnés être issus d'importations. L’espèce n’a pas été retrouvée au XXe siècle sur cette île,.
À St Kitts et en Dominique, des mentions anciennes de Drymaeus liliaceus, taxon aujourd’hui mis en synonymie avec M. elongatus, suggèrent la présence passée de l’espèce. L'escargot n’a pas été retrouvé sur aucune de ces deux îles lors des prospections récentes qui y ont été effectuées,. Mais de vieilles coquilles ont pu être collectées sur les plages et arrières-plages de St Kitts, démontrant pas la même sa présence passée et sa disparition de cette dernière île. De la même façon, le recueil de vieilles coquilles dans les grottes de l'îlet Tintamarre, au large de St Martin, montre que l'escargot a disparu de cet îlet. Dans les deux cas, sa disparition est mise en relation avec la surexploitation historique de la forêt sèche.

## Écologie
Mesembrinus elongatus est une espèce arboricole présente sur les arbres, arbustes et cactus,.
L’escargot est connu pour se rencontrer dans des environnements littoraux non exposés aux embruns,.
Le Bulime rayé se nourrit des champignons se développant sur les cactus ainsi que de feuilles de certains arbres . La présence de l’espèce est déterminée par un certain nombre de plantes dont elle se nourrit ou dont elle est dépendante. Parmi elles des cactées dont du genre Opuntia, ou des arbres tels que des raisiniers (Coccoloba spp.) ou des Burseracae mais, plus encore, le Gaïac où l’escargot peut former des concentrations remarquables.